# Dioscorea planistipulosa
Dioscorea planistipulosa är en enhjärtbladig växtart som beskrevs av Edwin Burton Uline och Reinhard Gustav Paul Knuth. Dioscorea planistipulosa ingår i släktet Dioscorea och familjen Dioscoreaceae.

## Underarter
Arten delas in i följande underarter:
- D. p. glaziovii
- D. p. planistipulosa